# Claudio S. Grafulla

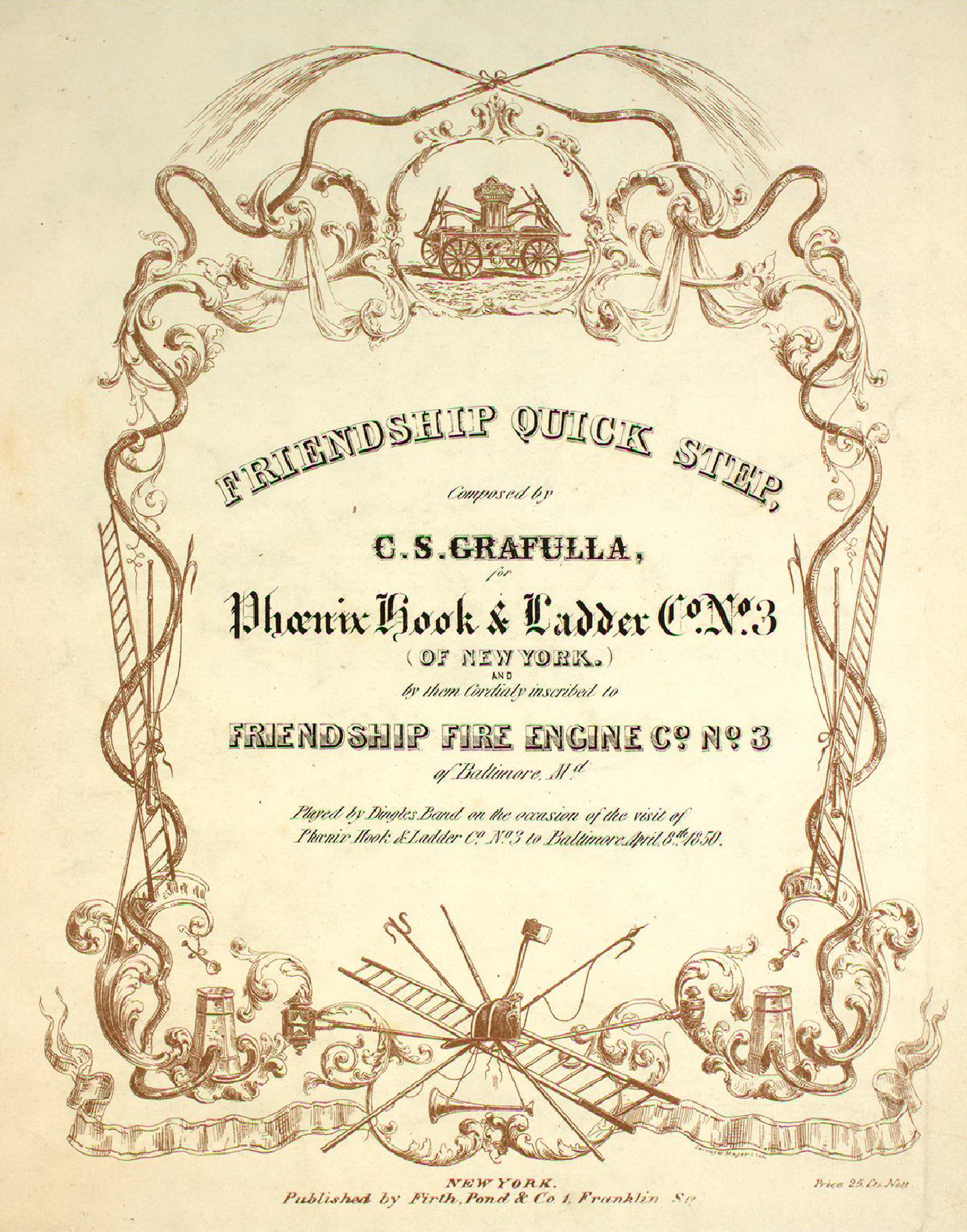
Titelblatt des Friendship Quick Step, komponiert für eine Feuerwehrmannschaft aus New York und uraufgeführt am 8. April 1850 anlässlich deren Besuchs bei einer Partnerfeuerwehr in Baltimore

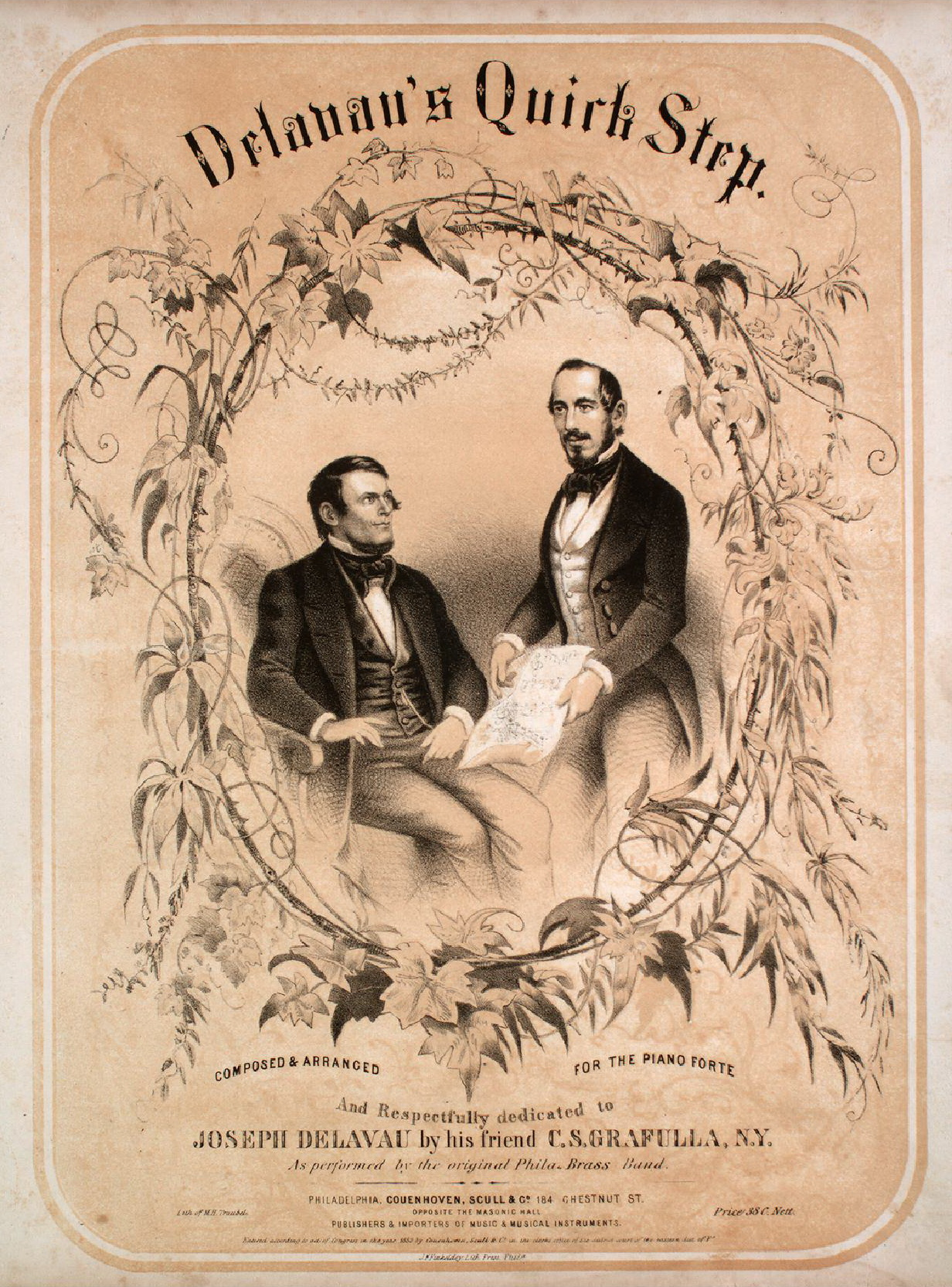
Titelblatt von Delavau's Quick Step (1852)

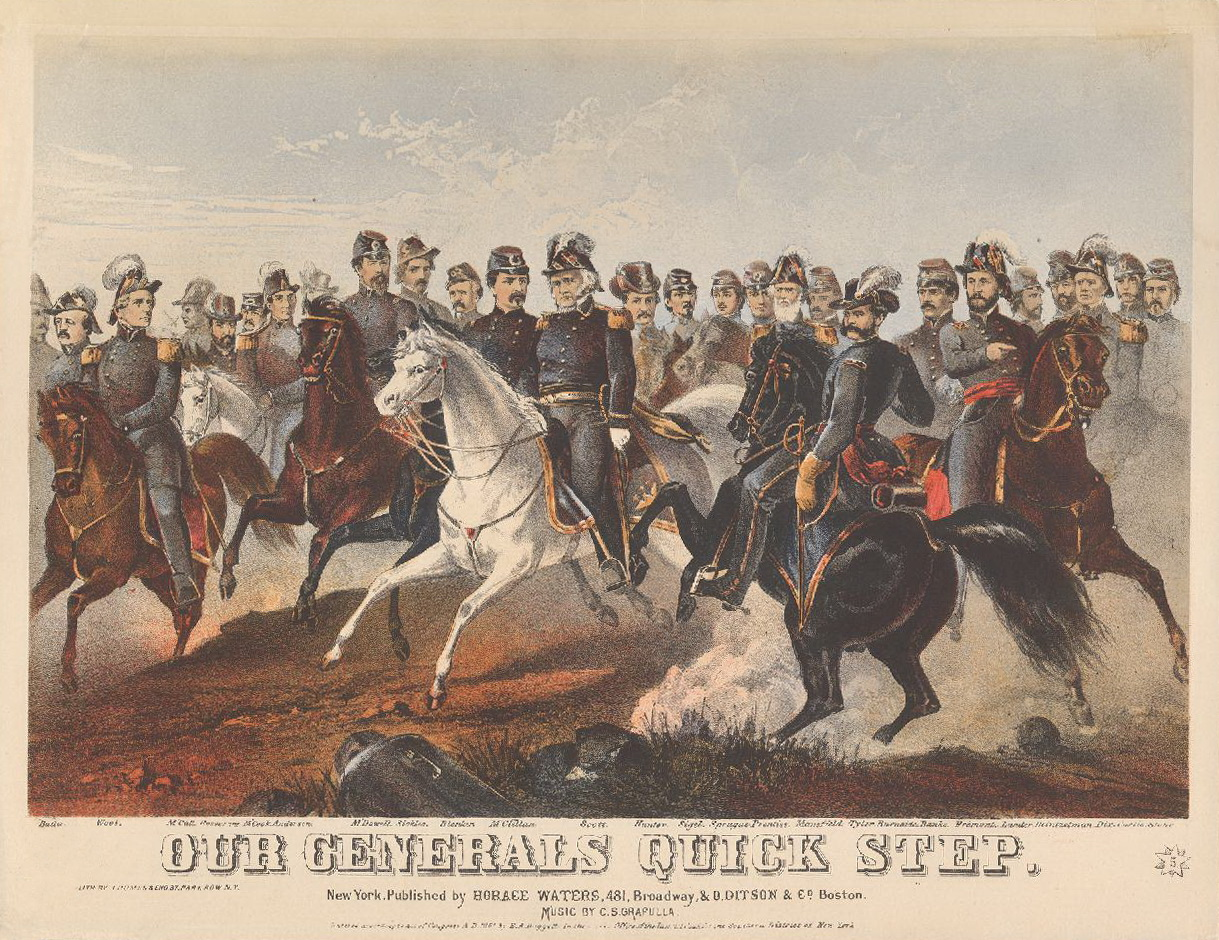
Titelblatt des Our Generals Quick Step (1861)

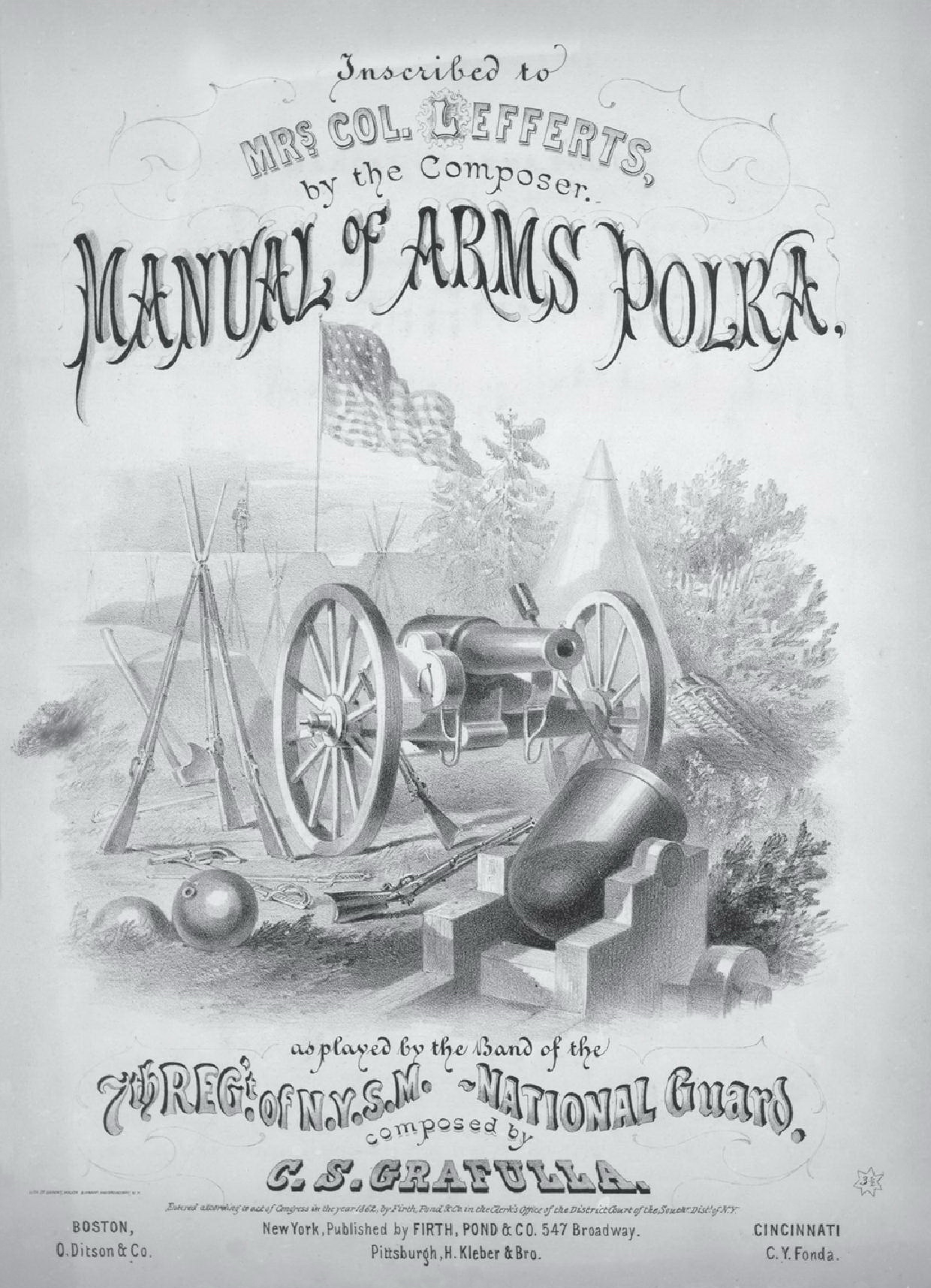
Titelblatt der Manual of Arms Polka von 1862. In dieses Stück hat Grafulla die im 7. Regiment verwendeten Horn- bzw. Trompetensignale sowie ein Lied mit dem Titel Touch the Elbow mit eingearbeitet.

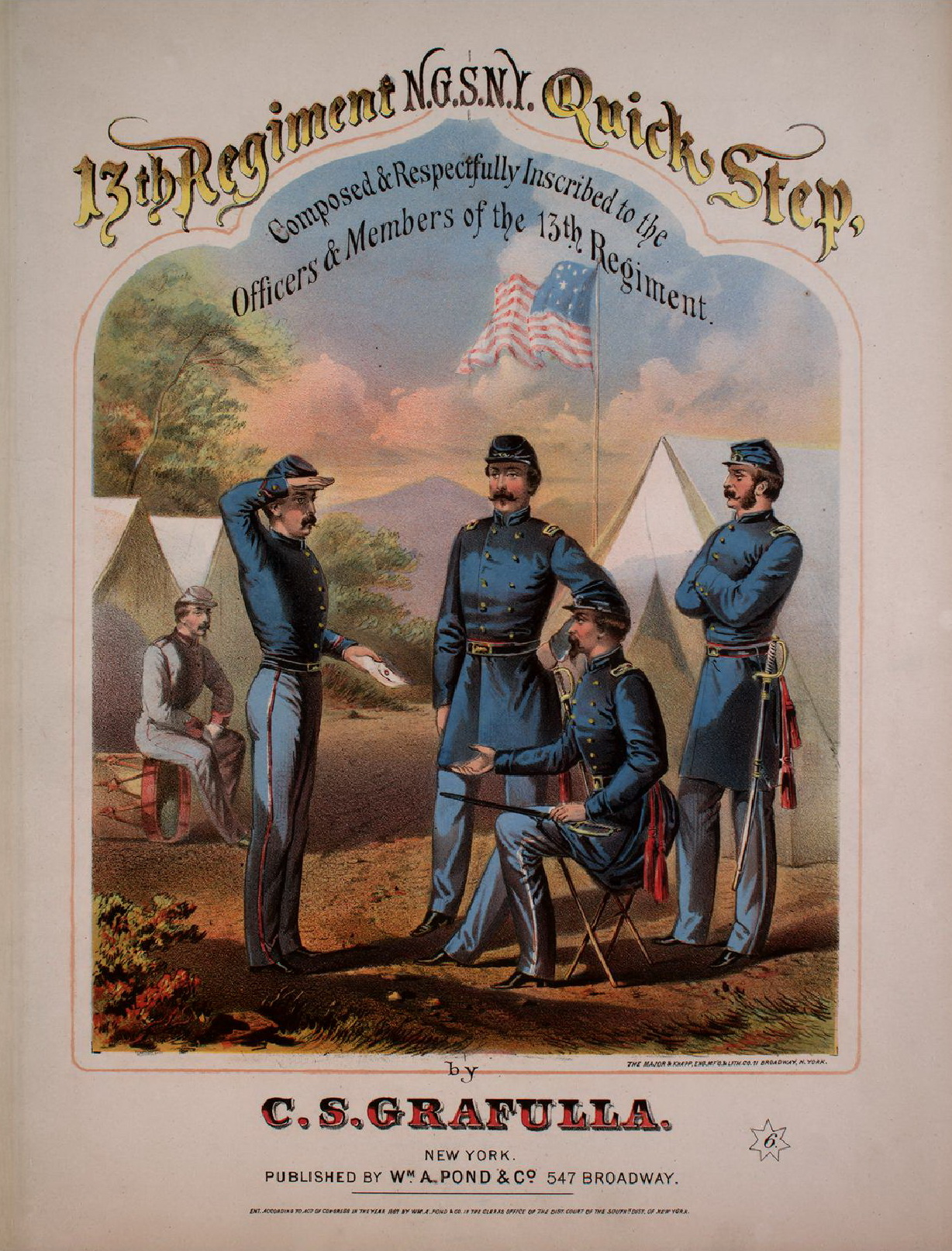
Titelblatt des 13th Regiment Quick Step (1867)

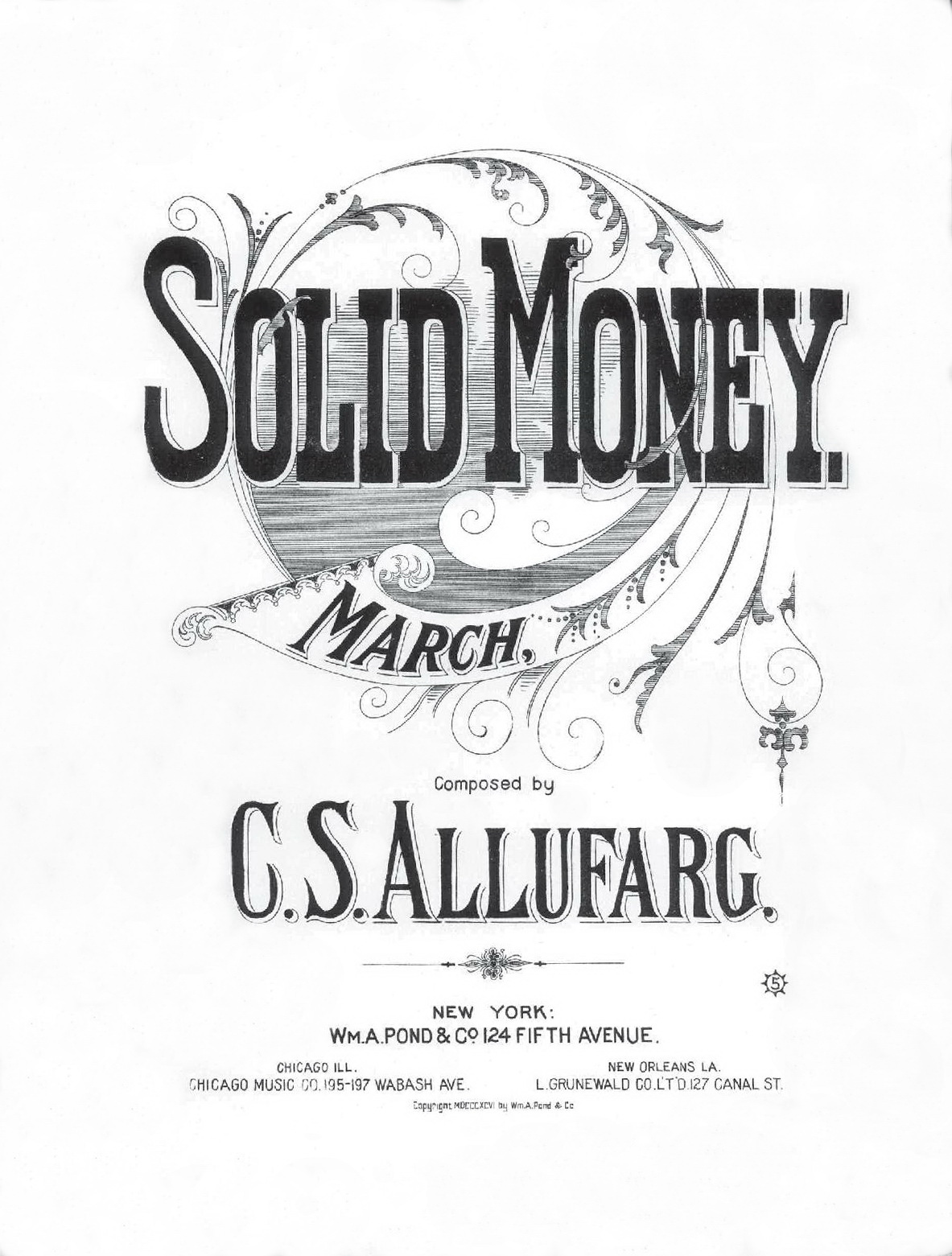
Titelblatt des Solid Money March, veröffentlicht 1896 unter dem Ananym Allufarg

Claudio S. Grafulla (* 31. Oktober 1812 – nach anderen Quellen: 1810 – auf Menorca; † 2. Dezember 1880 in New York City) war ein spanischstämmiger US-amerikanischer Komponist, Arrangeur und Dirigent, der vor allem durch seine Kompositionen für Militärkapellen berühmt wurde.

## Leben
Claudio S. Grafulla wurde auf der spanischen Insel Menorca geboren. 1838 emigrierte er in die Vereinigten Staaten und schloss sich als Hornist der Napier Lothian's New York Brass Band an, wo er sieben Jahre lang den Posten des musikalischen Leiters bekleidete. Nach seiner Rückkehr von einer Europareise übernahm Grafulla 1860 die Leitung des nach einer zwischenzeitlichen Auflösung wiedergegründeten Blasorchesters. Das auf 48 Instrumente vergrößerte Ensemble war bald nur noch als Grafulla's Band bekannt. Im gleichen Jahr wurde die Band dem 7. Regiment der New York State Militia zugeordnet – eine Aufgabe, die er bis 1879, ein Jahr vor seinem Tod, erfüllte. Die Band erhielt dafür vom Regiment jährlich 1.500 $, eine im Vergleich zu anderen Regimentskapellen hohe Summe. Grafulla begleitete mit seinen Musikern das Milizregiment unter anderem bei allen drei Einsätzen während des Amerikanischen Bürgerkriegs in den Jahren 1861, 1862 und 1863. Beim zweiten und dritten Einsatz war das Regiment im Fort auf dem Federal Hill in Baltimore stationiert. Die Band war aber nie eine reine Militärkapelle, sondern spielte bei zahlreichen Auftritten auch zur öffentlichen Unterhaltung. Alleine zwischen Oktober 1862 und Dezember 1969 sind in New York mindestens 175 Auftritte verzeichnet, darunter Promenadenkonzerte, Bälle und Wohltätigkeitskonzerte. 1865 nahmen Grafullas Band und das 7. Regiment an der New Yorker Trauerparade für den ermordeten US-Präsidenten Abraham Lincoln teil. 1870 spielte die Band bei der New Yorker Trauerfeier für den verstorbenen Südstaatengeneral Robert E. Lee. Auch in anderen Städten trat die Kapelle auf, etwa in Philadelphia oder während des oben genannten Aufenthalts in Baltimore.
Während andere amerikanische Blaskapellen teilweise aus 100 Musikern oder mehr bestanden, zählte Grafullas Band nie mehr als etwa 50 Mitglieder. Grafulla vertrat den Standpunkt, mehr Musiker könne ein Dirigent während einer Aufführung nicht im Auge behalten und leiten.
Grafulla war nie verheiratet. Er starb kinderlos im Alter von 68 Jahren an einer Lungenentzündung. In einem Nachruf bezeichnete ihn die New York Times als “very quiet, modest and unassuming in his social relations” (deutsch: „sehr ruhig, bescheiden und nicht anmaßend in seinen sozialen Beziehungen“). Sein Grab befindet sich auf dem Green-Wood Cemetery in Brooklyn.
Nach Grafullas Tod übernahm 1881 der gebürtige Piemonteser Carlo Alberto Cappa die Leitung der Band.

## Kompositorisches Schaffen
Grafullas Werk umfasst naturgemäß vor allem Stücke für Blasmusik. Neben zahlreichen eigenständigen Kompositionen wie diversen Märschen war er auch als Arrangeur sehr produktiv. So schrieb er beispielsweise Quick Steps aus den Melodien von Opern wie Der Freischütz, Nabucco, Un ballo in maschera oder Leonora von William Henry Fry.
Zahlreiche seiner Werke wurden nicht nur von seiner eigenen Band aufgeführt, sondern erschienen auch in gedruckter Form und wurden so auch von zahlreichen anderen Kapellen gespielt. Grafullas wohl berühmteste Komposition ist der Marsch Washington Grays (auch: Washington Greys), der noch heute zum Repertoire zahlreicher amerikanischer und internationaler Blaskapellen gehört. Er schrieb ihn 1861 für das 8. Regiment der New York State Militia, welches diesen Spitznamen wegen seiner grauen Uniformen erhalten hatte. Washington Grays wurde auch von der United States Marine Band bei der feierlichen Amtseinführung von Barack Obama gespielt.
Mehrere Werke von Grafulla, darunter Parade und der Freischutz Quickstep, wurden von Ken Burns zur Untermalung seines neunteiligen Dokumentarfilms Der Amerikanische Bürgerkrieg verwendet. In dem Spielfilm Betty und ihre Schwestern von 1994, der in den Jahren um den und während des Bürgerkriegs spielt, ist der Port Royal Gallop zu hören.
Während des Präsidentschaftswahlkampfes 1896, also 16 Jahre nach Grafullas Tod, trat der republikanische Kandidat William McKinley für die Einführung des Goldstandards ein, sein demokratischer Gegenspieler William Jennings Bryan für die Beibehaltung des Bimetallismus. Vor diesem Hintergrund veröffentlichten Grafullas Herausgeber einen Solid Money March unter dem Ananym C.S. Allufarg. Ob das Werk tatsächlich von Grafulla stammt, ist unbekannt.

### Werke (Auswahl)

#### Quicksteps
- 13th Regiment Quick Step
- 7th Regiment Drum Corps Quick Step
- 8th Infantry Quick Step
- Ben Bolt Quick Step
- Bright Eyes Quick Step
- Big Thunder Quick Step
- Captain Clark's Quick Step
- Captain Finch's Quick Step
- Captain Shepherd’s Quick Step
- Captain Smith's Quick Step
- Cavalry Quick Step
- Centennial Quick Step
- Colonel Halsey's, or, Thou art gone from my gaze Quick Step
- Company 6. Quick Step
- Delavau’s Quick Step
- Empress Quick Step
- Fourth Company Quickstep
- Freischutz Quick Step (nach Carl Maria von Weber)
- Friendship Quick Step
- George Hart’s Quick Step (nach Stephen Foster)
- Grafulla's Quick Step
- Guerrilla Quick Step
- Leonora Quick Step (nach William Henry Fry)
- Nabucca Quick Step (nach Giuseppe Verdi)
- Our Generals Quick Step
- Second Company Quick Step
- Solid Men to the Front Quick Step (gewidmet William Tweed[16])
- Superb Quick Step
- Third Company Quick Step
- Tribute Quick Step
- Trovatore Quick Step
- Un Ballo in Maschera Quick Step (nach Giuseppe Verdi)

#### Märsche
- Criterion (Quick March)
- Crystal Lake (Grand March)
- Guide Left
- Guide Right
- Majestic (Grand March)
- Masonic Dead March
- Skyrocket March
- The Sultan (Grand March)
- The Tempest
- Washington Grays

#### Sonstiges
- Grafulla’s favourite waltz
- Hurrah Storm Gallop (Kéler Béla,, arr. Grafulla)
- Manual of arms polka
- Nigthingale Waltz
- Port Royal Gallop

## Diskographie (Auswahl)
- The Civil War: Its Music and Its Sounds, Eastman Wind Ensemble, Leitung: Frederick Fennell, Mercury Living Presence 1990 (12 Stücke)
- Grafulla's Favourites, Dodworth Saxhorn Band, Leitung: Paul Eachus, New World Records 1999